# المذرة (المحويت)

تعديل مصدري - تعديل

المذرة هي إحدى قرى عزلة المجاديل بمديرية المحويت التابعة لمحافظة المحويت، بلغ تعداد سكانها 147 نسمة حسب تعداد اليمن لعام 2004.